# Museu da Gente Sergipana
O Museu da Gente Sergipana é um museu localizado na cidade de Aracaju, Sergipe, inaugurado em 26 de novembro de 2011. Abriga um espaço multimídia de última geração, comparável ao Museu da Língua Portuguesa e o Museu do Futebol, em São Paulo.

## História
O prédio foi construído em 1926 que hoje abriga o museu era conhecido na capital sergipana como Atheneuzinho. Ele foi restaurado pelo Banco do Estado de Sergipe (Banese), em parceria com o Governo do Estado. O museu ganhou o prêmio O Melhor da Arquitetura em 2012, organizado pela revista Arquitetura & Construção e foi eleito a Atração do Ano pelo Guia Quatro Rodas em 2013. A concepção artística do museu foi realizada por Marcello Dantas, conhecido pelo seu trabalho no Museu da Língua Portuguesa em São Paulo.

## Atividades
O Museu se apresenta como o “primeiro museu de multimídia interativo do Norte e Nordeste”. Na entrada há uma mapa interativo do Estado de Sergipe, dividido em sub regiões (agreste central, alto e médio sertão e baixo São Francisco) onde é possível ouvir o sotaque dos habitantes de cada região. O museu é dividido em áreas temáticas:
- Mapa da Gente: Oito territórios do estado são apresentados por depoimentos de pessoas comuns, que contam curiosidades sobre a cultura local.[8]
- Nossas feiras: Reprodução de uma feira de rua, onde você pode negociar qualquer produto com um vendedor virtual.
- Nossos Falares: Representações audiovisuais de palavras e expressões da oralidade da região.
- Nossos Leitos: Um túnel com projeção em 360º apresenta a diversidade da fauna e flora do Estado. Sentado em um barco, o visitante viaja por seis diferentes ambientes naturais – praia, mar, agreste, mangue, sertão e mata atlântica.
- Nossos Pratos: Você pode montar virtualmente os pratos típicos de Sergipe.[9][10]
- Nossas Roças: Jogos interativos ensinam a cultivar e cuidar de uma plantação ou combinar ingredientes para formar uma receita típica, como a feijoada sergipana, que leva feijão fradinho.
- Nossas Praças: Traz um carrossel que controla animações em 270º, representando diversas cidades sergipanas.[8]
- Nossas Histórias: Um labirinto de espelhos mostra o artesanato, modos de vida, aspectos econômicos, causos e lendas revelando, por meio de sensores de presença, diversos objetos significativos da cultura sergipana.[8]
- Nossos Cabras: Apresenta personalidades sergipanas, entre outras, o artista plástico Arthur Bispo do Rosário (que viveu durante 50 anos num manicômio no Rio de Janeiro), o Lampião (cangaceiro) e o filósofo Tobias Barreto.[8]
- Nossos Marcos: Utiliza um pião para mostrar os principais monumentos arquitetônicos do Estado, inclusive o próprio prédio do Museu.
- Nossas Festas: Um jogo de amarelinha interativo, onde um dado eletrônico ativa vídeos com as principais festas folclóricas do estado conforme você joga.[9] O visitante pode brincar de amarelinha (ou macacão, como se diz em Aracaju) para assistir diversos vídeos sobre as festas locais.
- Nossas Coisinhas: Mostra objetos representativos da cultura local por meio de um jogo de memória gigante.
- Nossos Trajes: O visitante tem sua imagem recriada com uma variedade de roupas típicas em um espelho. Onde um espelho eletrônico reproduz roupas e fantasias típicas da região no reflexo do visitante.[11]

O museu também possui salas especiais para a literatura de cordel, onde telas passam trechos de livros de cordel e o visitante pode declamar os versos, que podem ser gravados e colocados no Youtube, e para o Repente, onde se pode criar seu próprios versos e também gravar e colocar no Youtube.